# تسیگاند
تسیگاند (به مجاری:  Cigánd) یک منطقهٔ مسکونی در مجارستان است که در ناحیه تسیگاند واقع شده‌است. تسیگاند ۵۶٫۷۹ کیلومتر مربع مساحت و ۳٬۰۴۴ نفر جمعیت دارد.

## خواهرخوانده
شهر الانیش، مورش خواهرخواندهٔ تسیگاند هست.